# Element (missatgeria instantània)
Element, anteriorment conegut com Riot.im, és un client de missatgeria instantània de codi obert basat en el protocol Matrix. És programari lliure i es distribueix sota la llicència Apache2. Utilitza el protocol federat, el que permet que l'usuari esculli un servidor per connectar. A més, Element implementa xifrat d'extrem a extrem, grups, canals i compartició d'arxius entre usuaris. És disponible com a aplicació web, com a aplicació d'escriptori per a tots els principals sistemes operatius i com a aplicació mòbil per l'Android i iOS. El desenvolupament de l'aplicació el realitza principalment l'empresa New Vector Limited, que també participa en el desenvolupament del protocol Matrix.
Element va ser originalment anomenat Vector, quan es va publicar en versió beta el juliol de 2016. Es va rebatejar com Riot.im el setembre del mateix any. Al novembre es va efectuar la primera implementació de xifrat d'extrem a extrem de Matrix i es va publicar com a beta per als usuaris. Al juliol de 2020 es va tornar a canviar el nom a Element, per tenir un nom senzill de recordar i unificar la nomenclatura entre els diversos productes de la companyia.
Element és ben conegut per la capacitat d'integrar altres plataformes de comunicació en l'aplicació mitjançant Matrix, com IRC, Slack, Telegram entre d'altres. També integra comunicació per veu i vídeo entre parells i xats de grup mitjançant WebRTC. A causa que cada persona pot allotjar el servidor de xat i l'aplicació en si mateix, Element és sovint recomanat pels defensors de privadesa.